# Zakopower
Zakopower — польський музичний гурт, створений в 2004 році скрипалем і співаком Себастьяном Карпель-Булецким. Композиції гурту поєднують елементи сучасної музики з польським фольклором. Значна частина пісень випконується подгальською говіркою. Основний автор музики, продюсер та аранжувальник — Матеуш Поспешальський.
З 2005 по 2015 роки група Zakopower записала 5 студійних альбомів, виданих компанією звукозапису Kayax. З них чотири за підсумками продажів в Польщі отримали золотий диск і один, альбом Boso, став тричі платиновим.
Назва Zakopower походить від назви польського міста Закопане.